# هربرت راندال
هربرت راندال (بالإنجليزية: Herbert Randall)‏ هو صحفي ومصور أمريكي، ولد في 16 ديسمبر 1936.